# Britt Scholte
 (décembre 2018).
Si vous disposez d'ouvrages ou d'articles de référence ou si vous connaissez des sites web de qualité traitant du thème abordé ici, merci de compléter l'article en donnant les références utiles à sa vérifiabilité et en les liant à la section « Notes et références ».
Britt Scholte, née le 26 février 1997 à Heiloo, est une actrice, présentatrice et youtubeuse néerlandaise.

## Filmographie

### Cinéma et téléfilms
- 2012 : SpangaS : Trijntje
- 2012 : Dokters (nl) : Quincy
- 2014-2017 : Brugklas (nl) : Anouk
- 2015 : Kattenoog : Daphne de Graaf
- 2016 : Hart Beat : Saskia
- Depuis 2016 : Goede tijden, slechte tijden : Kimberly Sanders

### Animation
- 2015 : Zapp Magic Battle
- 2016 : Superbrein (nl)
- Depuis 2016 : Britt & Niek on topic : Présentatrice en duo avec Niek Roozen
- 2018 : De Jongens tegen de Meisjes (nl)
- 2018 : Dance Dance Dance (nl)